# SN 2011T
SN 2011T – supernowa typu Ia odkryta 28 stycznia 2011 roku w galaktyce UGC 10733. W momencie odkrycia miała maksymalną jasność 16,30m.